# 高志森微博
《高志森微博》（2012年1月1日－2015年5月23日）是香港亞洲電視製作的清談式節目，由導演高志森主持，節目逢星期日早上11:35於本港台播出，由2012年3月4日開始，節目也在逢星期六晚上21:00-22:00播出，在2012年3月31日開始，節目改在逢星期六晚上21:30-22:30播出。

## 外部連結
- 高志森微博官方網頁
- . 手机娱乐频道_手机新浪网. 2012-02-05  [2025-06-03] （中文）.